# Mariko Mori
Mariko Mori (jap. 森 万里子 Mori Mariko; ur. 17 czerwca 1981 w Osace, w Japonii) – japońska siatkarka grająca jako środkowa. Obecnie gra w Toray Arrows. Jej panieńskie nazwisko to Mariko Nishiwaki.